# Universidad de St. La Salle
La Universidad de St. La Salle localizada en la Avenida La Salle, Bacólod, Filipinas, es una universidad privada y católica administrada por los Hermanos De La Salle. Fundada en 1952 como Colegio La Salle - Bacolod, es el segundo campus más antiguo fundado por la congregación en el país (y el primero más antiguo que se encuentra fuera de la capital, Manila). La universidad es miembro de De La Salle (Filipinas), una red establecida en 2006, que abarca a 17 Instituciones lasallianas en el país.
La Salle-Bacolod ofrece programas en educación primaria, secundaria, pregrado y posgrado.
En su campus principal, ubicado en la Avenida de La Salle, hay escuelas de distintos niveles, tanto de primaria, como de secundaria y de universidad (colectivamente, Escuela Integrada).
El Campus de las Ciencias de la Salud de la USLS se encuentra en el Bulevar Lacson y cuenta con instalaciones para los estudiantes de enfermería y medicina.
Hay un tercer campus, el de Granada, con unas 55 hectáreas, que alberga la Granja Agroindustrial y el Parque Ecológico Científico.

## Historia
La Universidad de St. La Salle fue fundada por Br. Dennis Ruland FSC, Br. Hugh Wester FSC, y Br. V. Felix Masson FSC. El Colegio La Salle-Bacólod abrió sus puertas con 175 estudiantes masculinos de Preparatoria a 5º Grado, bajo siete miembros de la facultad. El edificio escolar era inestable, construido sobre tierra fangosa y rodeado de campos de caña.
En la década de los 60 el Colegio La Salle-Bacólod ascendió de "escuela de grado" a "colegio universitario". Esto fue posible gracias a donaciones directas hechas por sus mismos alumnos, padres y  benefactores. La escuela llegó a ser coeducacional en 1966.
El 5 de julio de 1988, El Colegio Universitario La Salle-Bacólod fue elevado formalmente a categoría de "universidad". Cristianizada y bautizada con el nombre de Universidad de St. La Salle en un acto en el que estuvo presente la secretaria de educación Lourdes Quisumbing.
Fue anfitrión y lugar de encuentro de partidos de voleibol de playa y boxeo durante los Juegos del Sudeste Asiático, Filipinas, 2005.

## Santo Patrono
El santo patrón de la universidad, como en todos los centros educativos lasallistas, es San Juan Bautista de La Salle.